# JFK Reloaded
JFK Reloaded é um jogo simulador de tiro criado e distribuído pela Traffic Software.

## História
Lançado em 22 de novembro de 2004, 41 anos depois do assassinato do presidente dos Estados Unidos, John F. Kennedy, JFK Reloaded coloca o jogador no papel de Lee Harvey Oswald, considerado pelas investigações do governo norte-americano como o assassino de Kennedy. Seguindo as teorias do relatório da Comissão Warren, o jogador usa um rifle de precisão e, dentro de um prédio, aguarda o carro em que a comitiva do presidente entra, escoltada por policiais. Com o botão direito do Mouse, o jogador abre a mira do rifle.
A proposta oficial do jogo é reconstituir a cena da morte de JFK, sendo que o jogador teria que matá-lo da forma mais aceita pelos especialistas (um tiro que ricocheteou, o segundo no pescoço de Kennedy, que também atingiu o então governador do Texas, John Connally, e o terceiro, que mataria o presidente). Pouco depois, um replay é exibido com várias opções de câmera, além de reprisar a trajetória dos tiros.

## Recepção
JFK Reloaded foi bastante criticado e inclusive chegou a sofrer boicote de vários sites especializados em jogos, que nas poucas vezes que avaliou o jogo, fez críticas negativas. O irmão de John Kennedy, Ted, também condenou o jogo, chamando-o de "desprezível".
Na época, um prêmio de 100 mil dólares foi oferecido para quem obtivesse mil pontos (caso o jogador repetisse a trajetória real das balas), o que ninguém conseguiu - a maior pontuação foi conquistada pelo usuário "Major_Koenig", com 782 pontos.